# Осовиця (річка)
Осовиця — річка у Воложинському районі, Мінська область, Білорусь. Ліва притока річки Воложинки (басейн Німану).

## Опис
Довжина річки 13 км. На всьому протязі річище каналізоване.

## Розташування
Бере початок біля села Мазурка. Тече переважно на південний захід через Налібоцьку пущу і на північно-східній околиці Расолішки впадає у річку Воложинку, праву притоку річки Іслоч.